# Lauiloch

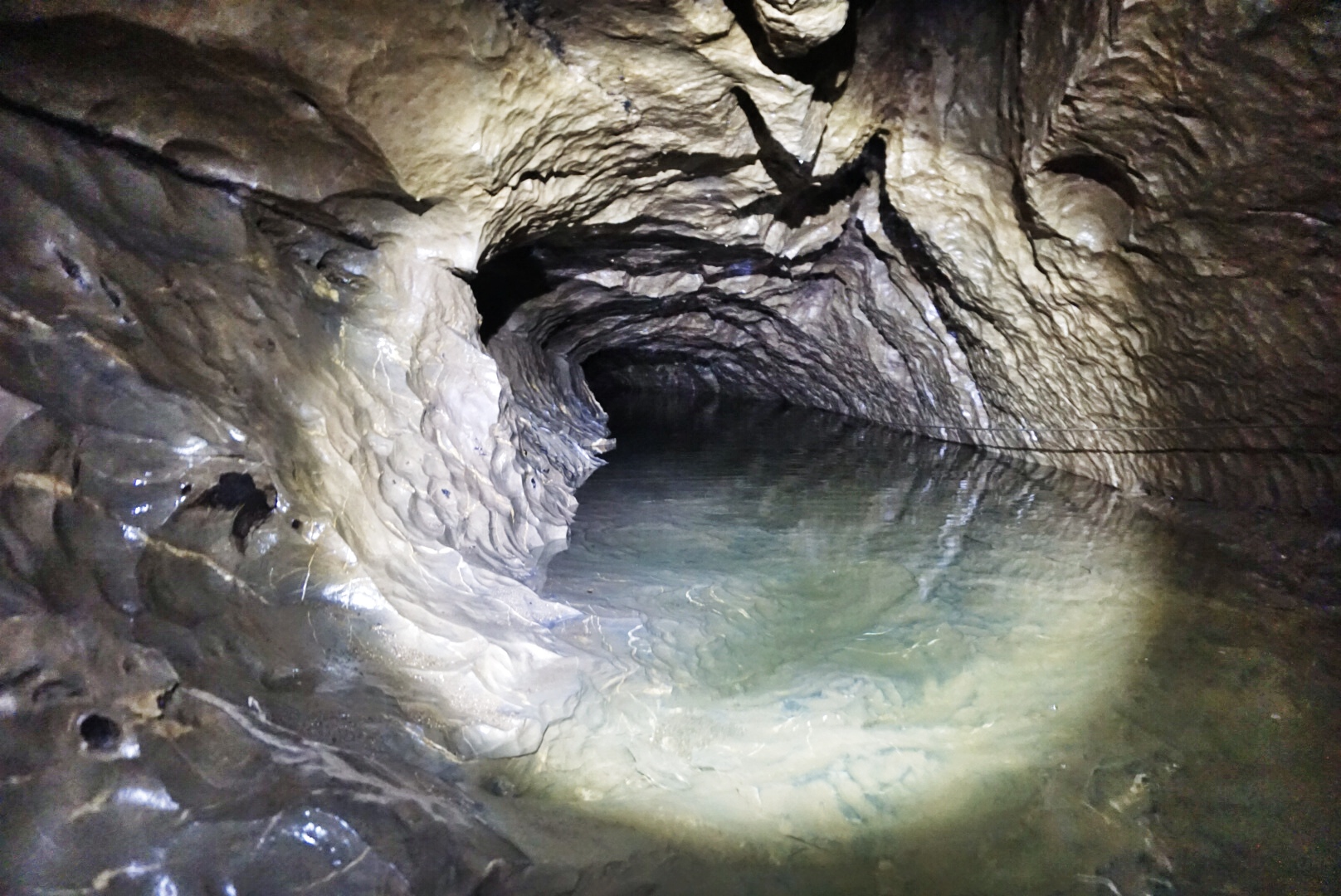
Nymphensee im Lauiloch

Das Lauiloch ist ein vielbegangenes Höhlensystem im Muotathal im Kanton Schwyz in der Schweiz.
Die Höhle befindet sich auf der rechten Talseite auf einer Höhe von 767 m ü. M. Das Lauiloch besteht aus einem grösseren, teilweise aktiven Höhlenlabyrinth mit schönen Gangformen. Die Erforschung des Lauiloch ist noch nicht abgeschlossen, ist jedoch Höhlentauchern vorbehalten.
Die Höhle hat eine vermessene Länge von 4.500 m und eine Vertikalausdehnung von 180 m. Durch das Absenken eines Siphons konnte 2012 eine Verbindung zur benachbarten Höhle Dreckiges Paradies befahren werden. Beide Höhlen bilden nun zusammen das Fallenflue-Höhlensystem. Die beiden Höhlen zusammen ergeben ein System von knapp 10 km Länge.